# 고윤철
고윤철(1994년 1월 20일 ~ )은 대한민국의 축구 선수이며 포지션은 미드필더이다.